# Gustavo Gómez
Gustavo Raúl Gómez Portillo (San Ignacio, 6 maggio 1993) è un calciatore paraguaiano, difensore del Palmeiras e della nazionale paraguaiana delle quali è capitano.

## Caratteristiche tecniche
Si tratta di un centrale roccioso che agisce sul centro-destra e sa impostare da dietro, alto 185 centimetri e dal buon fisico, non troppo lento nei movimenti nonostante la stazza e molto bravo nei colpi di testa e nel gioco d'anticipo sull'avversario, anche se quest'ultima caratteristica spesso lo porta a eccedere nei contrasti.

## Carriera

### Club

#### Libertad
Gómez fa il suo esordio nel calcio professionistico il 2 maggio 2011, con la maglia del club paraguaiano del Libertad, nel pareggio casalingo per 0-0 contro il Tacuary; subentrando al 75' al posto del compagno di squadra Rodrigo Alborno. Conclude la sua prima stagione da professionista con sole due presenze all'attivo.
Anche nel 2012 viene impiegato poco, totalizzando pure in quest'annata appena due presenze. A fine stagione, insieme al suo club, vince il Campionato di Clausura.
Nell'annata 2013 comincia ad essere impiegato con più frequenza; difatti fa il suo esordio anche in campo internazionale, nella partita di Copa Sudamericana vinta per 2-1 contro gli uruguayani dei Montevideo Wanderers, e raggiunge la finale persa con il Lanús. Nella competizione internazionale totalizza dieci presenze e due gol. La prima rete in carriera però arriva il 27 maggio 2013 nella partita di campionato, vinta per 2-0, contro lo Sportivo Carapeguá.
Nel 2014 diviene titolare inamovibile dello scacchiere del club di Asunción, squadra che vince con poche partite il Torneo di Apertura. Nel 2014 totalizza venti presenze e quattro gol attirando a sé molti club blasonati. Nell'estate del 2014 decide di non rinnovare con il club, lasciando così il Libertad dopo cinquantasette presenze e sette gol.

#### Lanús
Dopo aver lasciato il Libertad decide di firmare per il club argentino del Lanús. Esordisce con la nuova maglia il 17 luglio 2014 nella partita d'andata, persa per 1-0, della Recopa Sudamericana contro i brasiliani dell'Atlético Mineiro. Il 24 luglio successivo è l'autore dell'autogol, in favore dell'Atlético Mineiro, che sancisce la sconfitta per 4-3, per un complessivo di 5-3, per l'assegnazione della Recopa Sudamericana. Il 6 agosto 2014 perde anche la partita, per 2-1, per l'assegnazione della Copa Suruga Bank giocata contro il Kashiwa Reysol.
Il 28 maggio 2015 mette a segno la sua prima rete in terra argentina aprendo le marcature della vittoria interna per 2-0 contro l'Atlético Tucumán in Copa Argentina. Il 6 agosto successivo mette a segno la sua prima doppietta da professionista in occasione della partita vinta per 3-0 di Copa Argentina contro la Club Atlético Nueva Chicago.
Il 29 maggio 2016, prima di partire insieme alla sua Nazionale per la Copa América Centenario, disputa la finale valida per l'assegnazione del campionato argentino; la sua squadra si impone per 4-0 sui rivali del San Lorenzo laureandosi così campione d'Argentina. Nel Torneo de Transición gioca sedici partite, di cui quindici per intero (finale compresa).

#### Milan
Il 5 agosto 2016 viene acquistato dal Milan a titolo definitivo per la cifra di 8 milioni di euro, diventando così il primo giocatore paraguaiano della storia del club. Con i rossoneri firma un contratto quinquennale fino al 30 giugno 2021 e sceglie di indossare la maglia numero 15. L'esordio arriva il 27 agosto successivo in occasione della trasferta persa, per 4-2, contro il Napoli. Il 23 dicembre 2016, seppur non scendendo in campo, conquista il suo primo trofeo in maglia rossonera, battendo la Juventus nella finale di Supercoppa italiana ai calci di rigore. Conclude la sua prima stagione in Italia con un totale di 19 presenze.
Il 23 novembre 2017 disputa la sua prima partita di Europa League in occasione della vittoria interna, per 5-1, contro gli austriaci dell'Austria Vienna. Il 9 maggio 2018, seppur non scendendo in campo, perde la finale di Coppa Italia, per 4-0, contro la Juventus. Conclude la stagione con una sola presenza all'attivo.

#### Palmeiras
Il 4 agosto 2018 viene ceduto a titolo temporaneo con diritto di rinnovare il prestito ai brasiliani del Palmeiras. L'esordio arriva il 13 agosto successivo in occasione della vittoria interna, per 1-0, contro il Vasco da Gama. Il 30 settembre mette a segno il suo primo gol, in occasione della vittoria casalinga, per 3-1, contro il Cruzeiro. A fine anno vince il campionato col Palmeiras. Nel luglio 2020 viene acquistato a titolo definitivo.

### Nazionale

#### Giovanile
Ha partecipato al Campionato sudamericano di calcio Under-20 2011 in Perù, concluso dai paraguaiani con un quinto posto nella prima fase a gironi, che impedisce loro l'accesso alla fase ad eliminazione diretta.
Nel 2013 partecipa al Campionato sudamericano di calcio Under-20, tenutosi in Argentina. A fine competizione si qualifica insieme ai suoi compagni al secondo posto per il Campionato mondiale di calcio Under-20 2013 in Turchia e viene inserito nell'undici ideale della manifestazione.

#### Maggiore
Esordisce con la Nazionale maggiore il 7 settembre 2013 in occasione della partita casalinga, valida per la qualificazione al mondiale, contro la Bolivia; Gustavo Gómez scende in campo tra gli undici titolari e all'84º firma il 4-0 finale.
Il 9 maggio 2016 viene convocato per la Copa América Centenario del 2016. L'esordio in tale competizione arriva il 4 giugno successivo in occasione del pareggio, per 0-0, contro la Costa Rica. Per lui e la sua squadra la competizione termina alla fase a gironi poiché il Paraguay riesce a conquistare un solo punto piazzandosi al quarto posto; il difensore gioca tutte le partite da titolare per tutti i novanta minuti di gioco. Viene convocato anche per le due successive, nel 2019 e nel 2021, venendo espulso il 2 luglio 2021 nei quarto di finale contro il Perù per un fallo su Lapadula, andando poi faccia a faccia con l'arbitro.

## Statistiche

### Presenze e reti nei club
Statistiche aggiornate al 2 maggio 2025.
| Stagione         | Squadra          | Campionato       | Campionato | Campionato | Coppe nazionali | Coppe nazionali | Coppe nazionali | Coppe continentali | Coppe continentali | Coppe continentali | Altre coppe | Altre coppe | Altre coppe | Totale | Totale |
| Stagione         | Squadra          | Comp             | Pres       | Reti       | Comp            | Pres            | Reti            | Comp               | Pres               | Reti               | Comp        | Pres        | Reti        | Pres   | Reti   |
| ---------------- | ---------------- | ---------------- | ---------- | ---------- | --------------- | --------------- | --------------- | ------------------ | ------------------ | ------------------ | ----------- | ----------- | ----------- | ------ | ------ |
| 2011             | Libertad         | PD               | 2          | 0          | -               | -               | -               | CL+CS              | 0                  | 0                  | -           | -           | -           | 2      | 0      |
| 2012             | Libertad         | PD               | 2          | 0          | -               | -               | -               | CL                 | 0                  | 0                  | -           | -           | -           | 2      | 0      |
| 2013             | Libertad         | PD               | 23         | 1          | -               | -               | -               | CL+CS              | 0+10               | 2                  | -           | -           | -           | 33     | 3      |
| gen.-giu. 2014   | Libertad         | PD               | 20         | 4          | -               | -               | -               | CS                 | 0                  | 0                  | -           | -           | -           | 20     | 4      |
| Totale Libertad  | Totale Libertad  | Totale Libertad  | 47         | 5          |                 | -               | -               |                    | 10                 | 2                  |             | -           | -           | 57     | 7      |
| giu.-dic. 2014   | Lanús            | PD               | 15         | 0          | CA              | 1               | 0               | CS                 | 1                  | 0                  | RSA+SBC     | 2+1         | 0           | 20     | 0      |
| 2015             | Lanús            | PD               | 24+3       | 0          | CA              | 5               | 3               | CS                 | 4                  | 1                  | -           | -           | -           | 36     | 4      |
| 2016             | Lanús            | PD               | 15+1       | 0          | CA              | 1               | 0               | CS                 | 0                  | 0                  | -           | -           | -           | 17     | 0      |
| Totale Lanús     | Totale Lanús     | Totale Lanús     | 54+4       | 0          |                 | 7               | 3               |                    | 5                  | 1                  |             | 3           | 0           | 73     | 4      |
| 2016-2017        | Milan            | A                | 18         | 0          | CI              | 1               | 0               | -                  | -                  | -                  | SI          | 0           | 0           | 19     | 0      |
| 2017-2018        | Milan            | A                | 0          | 0          | CI              | 0               | 0               | UEL                | 1                  | 0                  | -           | -           | -           | 1      | 0      |
| Totale Milan     | Totale Milan     | Totale Milan     | 18         | 0          |                 | 1               | 0               |                    | 1                  | 0                  |             | -           | -           | 20     | 0      |
| ago.-dic. 2018   | Palmeiras        | A+A1/SP          | 14+0       | 2+0        | CB              | 0               | 0               | CL                 | 3                  | 1                  | -           | -           | -           | 17     | 3      |
| 2019             | Palmeiras        | A+A1/SP          | 22+8       | 3+1        | CB              | 2               | 0               | CL                 | 10                 | 1                  | -           | -           | -           | 42     | 5      |
| 2020             | Palmeiras        | A+A1/SP          | 21+13      | 1+1        | CB              | 7               | 2               | CL                 | 13                 | 2                  | CmC         | 2           | 0           | 56     | 6      |
| 2021             | Palmeiras        | A+A1/SP          | 20+5       | 1+1        | CB              | 0               | 0               | CL                 | 12                 | 1                  | SB+RS+CmC   | 1+2+2       | 0           | 42     | 3      |
| 2022             | Palmeiras        | A+A1/SP          | 30+11      | 9+0        | CB              | 4               | 0               | CL                 | 12                 | 2                  | RS          | 1           | 0           | 58     | 11     |
| 2023             | Palmeiras        | A+A1/SP          | 32+14      | 2+0        | CB              | 5               | 1               | CL                 | 11                 | 3                  | SB          | 1           | 0           | 63     | 6      |
| 2024             | Palmeiras        | A+A1/SP          | 27+7       | 1+0        | CB              | 3               | 0               | CL                 | 8                  | 2                  | SB          | 1           | 0           | 46     | 3      |
| 2025             | Palmeiras        | A+A1/SP          | 4+7        | 0+1        | CB              | 1               | 1               | CL                 | 3                  | 0                  | CmC         | 0           | 0           | 15     | 2      |
| Totale Palmeiras | Totale Palmeiras | Totale Palmeiras | 170+65     | 19+4       |                 | 22              | 4               |                    | 72                 | 12                 |             | 10          | 0           | 339    | 39     |
| Totale carriera  | Totale carriera  | Totale carriera  | 358        | 28         |                 | 30              | 7               |                    | 88                 | 15                 |             | 13          | 0           | 489    | 50     |

### Cronologia delle presenze e reti in nazionale
| Cronologia completa delle presenze e delle reti in nazionale ― Paraguay | Cronologia completa delle presenze e delle reti in nazionale ― Paraguay | Cronologia completa delle presenze e delle reti in nazionale ― Paraguay | Cronologia completa delle presenze e delle reti in nazionale ― Paraguay | Cronologia completa delle presenze e delle reti in nazionale ― Paraguay | Cronologia completa delle presenze e delle reti in nazionale ― Paraguay | Cronologia completa delle presenze e delle reti in nazionale ― Paraguay | Cronologia completa delle presenze e delle reti in nazionale ― Paraguay |
| Data                                                                    | Città                                                                   | In casa                                                                 | Risultato                                                               | Ospiti                                                                  | Competizione                                                            | Reti                                                                    | Note                                                                    |
| ----------------------------------------------------------------------- | ----------------------------------------------------------------------- | ----------------------------------------------------------------------- | ----------------------------------------------------------------------- | ----------------------------------------------------------------------- | ----------------------------------------------------------------------- | ----------------------------------------------------------------------- | ----------------------------------------------------------------------- |
| 7-9-2013                                                                | Asunción                                                                | Paraguay                                                                | 4 – 0                                                                   | Bolivia                                                                 | Qual. Mondiali 2014                                                     | 1                                                                       |                                                                         |
| 11-10-2013                                                              | San Cristóbal                                                           | Venezuela                                                               | 1 – 1                                                                   | Paraguay                                                                | Qual. Mondiali 2014                                                     | -                                                                       |                                                                         |
| 16-10-2013                                                              | Asunción                                                                | Paraguay                                                                | 1 – 2                                                                   | Colombia                                                                | Qual. Mondiali 2014                                                     | -                                                                       | 68’                                                                     |
| 6-3-2014                                                                | San José                                                                | Costa Rica                                                              | 2 – 1                                                                   | Paraguay                                                                | Amichevole                                                              | 1                                                                       | 82’                                                                     |
| 29-5-2014                                                               | Kufstein                                                                | Camerun                                                                 | 1 – 2                                                                   | Paraguay                                                                | Amichevole                                                              | -                                                                       |                                                                         |
| 7-9-2014                                                                | Villaco                                                                 | Paraguay                                                                | 0 – 0                                                                   | Emirati Arabi Uniti                                                     | Amichevole                                                              | -                                                                       |                                                                         |
| 10-10-2014                                                              | Cheonan                                                                 | Corea del Sud                                                           | 2 – 0                                                                   | Paraguay                                                                | Amichevole                                                              | -                                                                       |                                                                         |
| 14-10-2014                                                              | Changsha                                                                | Cina                                                                    | 2 – 1                                                                   | Paraguay                                                                | Amichevole                                                              | -                                                                       | 46’ 63’                                                                 |
| 15-11-2014                                                              | Luque                                                                   | Paraguay                                                                | 2 – 1                                                                   | Perù                                                                    | Amichevole                                                              | -                                                                       |                                                                         |
| 19-11-2014                                                              | Lima                                                                    | Perù                                                                    | 2 – 1                                                                   | Paraguay                                                                | Amichevole                                                              | -                                                                       | 46’                                                                     |
| 5-9-2015                                                                | Santiago del Cile                                                       | Cile                                                                    | 3 – 2                                                                   | Paraguay                                                                | Amichevole                                                              | -                                                                       |                                                                         |
| 24-3-2016                                                               | Quito                                                                   | Ecuador                                                                 | 2 – 2                                                                   | Paraguay                                                                | Qual. Mondiali 2018                                                     | -                                                                       |                                                                         |
| 29-3-2016                                                               | Asunción                                                                | Paraguay                                                                | 2 – 2                                                                   | Brasile                                                                 | Qual. Mondiali 2018                                                     | -                                                                       | 42’                                                                     |
| 4-6-2016                                                                | Orlando                                                                 | Costa Rica                                                              | 0 – 0                                                                   | Paraguay                                                                | Coppa America Centenario - 1º turno                                     | -                                                                       |                                                                         |
| 8-6-2016                                                                | Pasadena                                                                | Colombia                                                                | 2 – 1                                                                   | Paraguay                                                                | Coppa America Centenario - 1º turno                                     | -                                                                       |                                                                         |
| 12-6-2016                                                               | Filadelfia                                                              | Stati Uniti                                                             | 1 – 0                                                                   | Paraguay                                                                | Coppa America Centenario - 1º turno                                     | -                                                                       |                                                                         |
| 2-9-2016                                                                | Asunción                                                                | Paraguay                                                                | 2 – 1                                                                   | Cile                                                                    | Qual. Mondiali 2018                                                     | -                                                                       | 53’                                                                     |
| 6-10-2016                                                               | Asunción                                                                | Paraguay                                                                | 0 – 1                                                                   | Colombia                                                                | Qual. Mondiali 2018                                                     | -                                                                       |                                                                         |
| 11-10-2016                                                              | Córdoba                                                                 | Argentina                                                               | 0 – 1                                                                   | Paraguay                                                                | Qual. Mondiali 2018                                                     | -                                                                       |                                                                         |
| 11-11-2016                                                              | Asunción                                                                | Paraguay                                                                | 1 – 4                                                                   | Perù                                                                    | Qual. Mondiali 2018                                                     | -                                                                       |                                                                         |
| 14-11-2016                                                              | La Paz                                                                  | Bolivia                                                                 | 1 – 0                                                                   | Paraguay                                                                | Qual. Mondiali 2018                                                     | -                                                                       |                                                                         |
| 2-6-2017                                                                | Rennes                                                                  | Francia                                                                 | 5 – 0                                                                   | Paraguay                                                                | Amichevole                                                              | -                                                                       |                                                                         |
| 8-6-2017                                                                | Trujillo                                                                | Perù                                                                    | 1 – 0                                                                   | Paraguay                                                                | Amichevole                                                              | -                                                                       |                                                                         |
| 31-8-2017                                                               | Santiago del Cile                                                       | Cile                                                                    | 0 – 3                                                                   | Paraguay                                                                | Qual. Mondiali 2018                                                     | -                                                                       |                                                                         |
| 5-9-2017                                                                | Asunción                                                                | Paraguay                                                                | 1 – 2                                                                   | Uruguay                                                                 | Qual. Mondiali 2018                                                     | -                                                                       | 9’                                                                      |
| 5-10-2017                                                               | Barranquilla                                                            | Colombia                                                                | 1 – 2                                                                   | Paraguay                                                                | Qual. Mondiali 2018                                                     | -                                                                       |                                                                         |
| 10-10-2017                                                              | Asunción                                                                | Paraguay                                                                | 0 – 1                                                                   | Venezuela                                                               | Qual. Mondiali 2018                                                     | -                                                                       | 89’                                                                     |
| 27-3-2018                                                               | Cary                                                                    | Stati Uniti                                                             | 1 – 0                                                                   | Paraguay                                                                | Amichevole                                                              | -                                                                       |                                                                         |
| 12-6-2018                                                               | Innsbruck                                                               | Giappone                                                                | 4 – 2                                                                   | Paraguay                                                                | Amichevole                                                              | -                                                                       | 56’                                                                     |
| 23-3-2019                                                               | Harrison                                                                | Perù                                                                    | 1 – 0                                                                   | Paraguay                                                                | Amichevole                                                              | -                                                                       | cap.                                                                    |
| 27-3-2019                                                               | Santa Clara                                                             | Messico                                                                 | 4 – 2                                                                   | Paraguay                                                                | Amichevole                                                              | -                                                                       | cap. 9’ (aut.) 46’                                                      |
| 9-6-2019                                                                | Asunción                                                                | Paraguay                                                                | 2 – 0                                                                   | Guatemala                                                               | Amichevole                                                              | 1                                                                       | cap.                                                                    |
| 19-6-2019                                                               | Belo Horizonte                                                          | Argentina                                                               | 1 – 1                                                                   | Paraguay                                                                | Coppa America 2019 - 1º turno                                           | -                                                                       | cap. 32’                                                                |
| 23-6-2019                                                               | Salvador de Bahia                                                       | Colombia                                                                | 1 – 0                                                                   | Paraguay                                                                | Coppa America 2019 - 1º turno                                           | -                                                                       | cap.                                                                    |
| 27-6-2019                                                               | Porto Alegre                                                            | Brasile                                                                 | 0 – 0 (4 – 3 dtr)                                                       | Paraguay                                                                | Coppa America 2019 - Quarti di finale                                   | -                                                                       | cap.                                                                    |
| 5-9-2019                                                                | Kashima                                                                 | Giappone                                                                | 2 – 0                                                                   | Paraguay                                                                | Amichevole                                                              | -                                                                       | 54’                                                                     |
| 10-9-2019                                                               | Amman                                                                   | Giordania                                                               | 2 – 4                                                                   | Paraguay                                                                | Amichevole                                                              | -                                                                       | 83’                                                                     |
| 10-10-2019                                                              | Kruševac                                                                | Serbia                                                                  | 1 – 0                                                                   | Paraguay                                                                | Amichevole                                                              | -                                                                       | cap. 90’                                                                |
| 13-10-2019                                                              | Bratislava                                                              | Slovacchia                                                              | 1 – 1                                                                   | Paraguay                                                                | Amichevole                                                              | -                                                                       | cap. 65’                                                                |
| 14-11-2019                                                              | Sofia                                                                   | Bulgaria                                                                | 0 – 1                                                                   | Paraguay                                                                | Amichevole                                                              | -                                                                       | cap.                                                                    |
| 19-11-2019                                                              | Riad                                                                    | Arabia Saudita                                                          | 0 – 0                                                                   | Paraguay                                                                | Amichevole                                                              | -                                                                       | cap. 29’                                                                |
| 8-10-2020                                                               | Asunción                                                                | Paraguay                                                                | 2 – 2                                                                   | Perù                                                                    | Qual. Mondiali 2022                                                     | -                                                                       | cap.                                                                    |
| 13-10-2020                                                              | Mérida                                                                  | Venezuela                                                               | 0 – 1                                                                   | Paraguay                                                                | Qual. Mondiali 2022                                                     | -                                                                       | cap.                                                                    |
| 13-11-2020                                                              | Buenos Aires                                                            | Argentina                                                               | 1 – 1                                                                   | Paraguay                                                                | Qual. Mondiali 2022                                                     | -                                                                       | cap.                                                                    |
| 17-11-2020                                                              | Asunción                                                                | Paraguay                                                                | 2 – 2                                                                   | Bolivia                                                                 | Qual. Mondiali 2022                                                     | -                                                                       | cap.                                                                    |
| 3-6-2021                                                                | Montevideo                                                              | Uruguay                                                                 | 0 – 0                                                                   | Paraguay                                                                | Qual. Mondiali 2022                                                     | -                                                                       | cap.                                                                    |
| 8-6-2021                                                                | Asunción                                                                | Paraguay                                                                | 0 – 2                                                                   | Brasile                                                                 | Qual. Mondiali 2022                                                     | -                                                                       | cap.                                                                    |
| 14-6-2021                                                               | Goiânia                                                                 | Paraguay                                                                | 3 – 1                                                                   | Bolivia                                                                 | Coppa America 2021 - 1º turno                                           | -                                                                       | cap.                                                                    |
| 21-6-2021                                                               | Brasilia                                                                | Argentina                                                               | 1 – 0                                                                   | Paraguay                                                                | Coppa America 2021 - 1º turno                                           | -                                                                       | cap. 16’                                                                |
| 24-6-2021                                                               | Brasilia                                                                | Cile                                                                    | 0 – 2                                                                   | Paraguay                                                                | Coppa America 2021 - 1º turno                                           | -                                                                       | cap.                                                                    |
| 2-7-2021                                                                | Goiânia                                                                 | Perù                                                                    | 3 – 3 dts (4 – 3 dtr)                                                   | Paraguay                                                                | Coppa America 2021 - Quarti di finale                                   | 1                                                                       | cap. 42’, 45+2’                                                         |
| 5-9-2021                                                                | Asunción                                                                | Paraguay                                                                | 1 – 1                                                                   | Colombia                                                                | Qual. Mondiali 2022                                                     | -                                                                       | cap.                                                                    |
| 7-10-2021                                                               | Asunción                                                                | Paraguay                                                                | 0 – 0                                                                   | Argentina                                                               | Qual. Mondiali 2022                                                     | -                                                                       | cap.                                                                    |
| 10-10-2021                                                              | Santiago del Cile                                                       | Cile                                                                    | 2 – 0                                                                   | Paraguay                                                                | Qual. Mondiali 2022                                                     | -                                                                       | cap.                                                                    |
| 13-10-2021                                                              | La Paz                                                                  | Bolivia                                                                 | 4 – 0                                                                   | Paraguay                                                                | Qual. Mondiali 2022                                                     | -                                                                       | cap. 82’                                                                |
| 11-11-2021                                                              | Asunción                                                                | Paraguay                                                                | 0 – 1                                                                   | Cile                                                                    | Qual. Mondiali 2022                                                     | -                                                                       | cap.                                                                    |
| 16-11-2021                                                              | Barranqua                                                               | Colombia                                                                | 0 – 0                                                                   | Paraguay                                                                | Qual. Mondiali 2022                                                     | -                                                                       | cap.                                                                    |
| 27-1-2022                                                               | Asunción                                                                | Paraguay                                                                | 0 – 1                                                                   | Uruguay                                                                 | Qual. Mondiali 2022                                                     | -                                                                       | cap. 62’, 90+5’                                                         |
| 24-3-2022                                                               | Ciudad del Este                                                         | Paraguay                                                                | 3 – 1                                                                   | Ecuador                                                                 | Qual. Mondiali 2022                                                     | -                                                                       | cap. 81’                                                                |
| 10-6-2022                                                               | Suwon                                                                   | Corea del Sud                                                           | 2 – 2                                                                   | Paraguay                                                                | Amichevole                                                              | -                                                                       | cap. 65’                                                                |
| 23-9-2022                                                               | Wiener Neustadt                                                         | Paraguay                                                                | 1 – 0                                                                   | Emirati Arabi Uniti                                                     | Amichevole                                                              | -                                                                       | cap.                                                                    |
| 27-9-2022                                                               | Siviglia                                                                | Paraguay                                                                | 0 – 0                                                                   | Marocco                                                                 | Amichevole                                                              | -                                                                       | cap.                                                                    |
| 16-11-2022                                                              | Lima                                                                    | Perù                                                                    | 1 – 0                                                                   | Paraguay                                                                | Amichevole                                                              | -                                                                       | cap. 74’                                                                |
| 20-11-2022                                                              | Fort Lauderdale                                                         | Colombia                                                                | 2 – 0                                                                   | Paraguay                                                                | Amichevole                                                              | -                                                                       | cap.                                                                    |
| 28-3-2023                                                               | Santiago del Cile                                                       | Cile                                                                    | 3 – 2                                                                   | Paraguay                                                                | Amichevole                                                              | -                                                                       | cap. 90+7’                                                              |
| 18-6-2023                                                               | Asunción                                                                | Paraguay                                                                | 2 – 0                                                                   | Nicaragua                                                               | Amichevole                                                              | -                                                                       | cap.                                                                    |
| 7-9-2023                                                                | Ciudad del Este                                                         | Paraguay                                                                | 0 – 0                                                                   | Perù                                                                    | Qual. Mondiali 2026                                                     | -                                                                       | cap.                                                                    |
| 12-9-2023                                                               | Maturín                                                                 | Venezuela                                                               | 1 – 0                                                                   | Paraguay                                                                | Qual. Mondiali 2026                                                     | -                                                                       | cap. 83’                                                                |
| 12-10-2023                                                              | Buenos Aires                                                            | Argentina                                                               | 1 – 0                                                                   | Paraguay                                                                | Qual. Mondiali 2026                                                     | -                                                                       | cap.                                                                    |
| 17-10-2023                                                              | Asunción                                                                | Paraguay                                                                | 1 – 0                                                                   | Bolivia                                                                 | Qual. Mondiali 2026                                                     | -                                                                       | cap.                                                                    |
| 16-11-2023                                                              | Santiago del Cile                                                       | Cile                                                                    | 0 – 0                                                                   | Paraguay                                                                | Qual. Mondiali 2026                                                     | -                                                                       | cap.                                                                    |
| 21-11-2023                                                              | Asunción                                                                | Paraguay                                                                | 0 – 1                                                                   | Colombia                                                                | Qual. Mondiali 2026                                                     | -                                                                       | cap.                                                                    |
| 11-6-2024                                                               | Santiago del Cile                                                       | Cile                                                                    | 3 – 0                                                                   | Paraguay                                                                | Amichevole                                                              | -                                                                       | cap.                                                                    |
| 16-6-2024                                                               | Panama                                                                  | Panama                                                                  | 0 – 1                                                                   | Paraguay                                                                | Amichevole                                                              | -                                                                       | 82’                                                                     |
| 6-9-2024                                                                | Montevideo                                                              | Uruguay                                                                 | 0 – 0                                                                   | Paraguay                                                                | Qual. Mondiali 2026                                                     | -                                                                       | cap. 84’                                                                |
| 10-10-2024                                                              | Quito                                                                   | Ecuador                                                                 | 0 – 0                                                                   | Paraguay                                                                | Qual. Mondiali 2026                                                     | -                                                                       | cap.                                                                    |
| 15-10-2024                                                              | Asunción                                                                | Paraguay                                                                | 2 – 1                                                                   | Venezuela                                                               | Qual. Mondiali 2026                                                     | -                                                                       | cap.                                                                    |
| 14-11-2024                                                              | Asunción                                                                | Paraguay                                                                | 2 – 1                                                                   | Argentina                                                               | Qual. Mondiali 2026                                                     | -                                                                       | cap.                                                                    |
| 19-11-2024                                                              | El Alto                                                                 | Bolivia                                                                 | 2 – 2                                                                   | Paraguay                                                                | Qual. Mondiali 2026                                                     | -                                                                       | cap.                                                                    |
| 5-6-2025                                                                | Asunción                                                                | Paraguay                                                                | 2 – 0                                                                   | Uruguay                                                                 | Qual. Mondiali 2026                                                     | -                                                                       | cap.                                                                    |
| 10-6-2025                                                               | San Paolo                                                               | Brasile                                                                 | 1 – 0                                                                   | Paraguay                                                                | Qual. Mondiali 2026                                                     | -                                                                       | cap.                                                                    |
| Totale                                                                  |                                                                         | Presenze (10º posto)                                                    | 81                                                                      |                                                                         | Reti                                                                    | 4                                                                       |                                                                         |

## Palmarès

### Competizioni statali
- Campionato paulista: 4

Palmeiras: 2020, 2022, 2023, 2024

### Competizioni nazionali
- Campionato paraguaiano: 2

Clausura 2012, Apertura 2014
- Campionato argentino: 1

Lanús: 2016
- Supercoppa italiana: 1

Milan: 2016
- Campionato brasiliano: 3

Palmeiras: 2018, 2022, 2023
- Coppa del Brasile: 1

Palmeiras: 2020
- Supercoppa del Brasile: 1

Palmeiras: 2023

### Competizioni internazionali
- Coppa Libertadores: 2

Palmeiras: 2020, 2021
- Recopa Sudamericana: 1

Palmeiras: 2022